# 9 Ursae Minoris
9 Ursae Minoris är en gul stjärna i stjärnbilden Lilla björnen. Stjärnan har visuell magnitud +6,66 och är sålunda inte synlig för blotta ögat.